# 庞家大院
庞家大院，也称庞家院，是中华人民共和国山西省怀仁县县城中的一所清代民居，1988年9月被列为怀仁县文物保护单位，登录名为“民居”。
庞家经商起家，在清代中叶发财，接连买下怀仁县城牌楼东街北侧的房产，因而被称作“庞半街”。后来庞家还把生意做到了天津。现在庞家大院保留的部分为柴氏巷3号院、4号院与大东街58号院，计五十余间房屋。三座院落同在一个广亮大门内，3号院为两进四合院，4号院与58号院均为一进院落。整个院落装饰有砖雕、花墙、万字纹、鸱吻等等。1900年，八国联军攻陷北京，慈禧挟光绪帝出逃，八月初十晚路经怀仁县时便宿在庞家大院，慈禧住在3号院正房。正房地面用方砖斜铺而成，违反了清朝的礼制，慈禧发现后大发雷霆，要将庞家治罪。庞家主人庞鸢解释道，房内供奉有清朝诸先帝牌位，因而使用了仅允许皇家使用的铺地方法，庞鸢揭开神龛的帘子，果真露出了“大清先帝之位”的牌位。于是，慈禧只好作罢。次日晨慈禧一行离开怀仁，走前御赐庞家一些礼物。1949年后，怀仁县的一些政府机关还曾先后在此院内办公。 